# アレクサンドリア県
アレクサンドリア県（アレクサンドリアけん、アラビア語: محافظة الإسكندرية）は、エジプトの北部にあるムハーファザ。県庁所在地はアレクサンドリア。

## 隣接する県
東にブハイラ県、西にマトルーフ県に接する。

## 概要
北は地中海に面しているため、エジプトでも重要な港を持つ。県内には新アレクサンドリア図書館がある。現知事は、ターレク・マフディー・アブドッタウワーブ・ムハンマド（2013年8月-）。